# Grüne Partei Basel-Stadt
Die Grüne Partei Basel-Stadt existiert seit 1987. Sie gehört zu den Grünen Schweiz und setzt sich für eine ökologische und soziale Politik ein. Zusammen mit dem jungen grünen bündnis nordwest, die bilden sie im Grossen Rat die Fraktion Grüne / junges grünes bündnis.
Die GRÜNEN Basel-Stadt und das junge grüne bündnis sind mit 12 Mitgliedern im Grossen Rat vertreten: Béla Bartha, Anouk Feurer (jgb), Fina Girard (jgb), Harald Friedl, Raffaela Hanauer, Laurin Hoppler (jgb), Anina Ineichen, Jérôme Thiriet, Oliver Thommen, Jo Vergeat, Fleur Weibel und Lea Wirz.
Die Grüne Partei Basel-Stadt stellte von 2009 bis 2017 mit Guy Morin den ersten Regierungspräsidenten und von 2017 bis 2021 mit Elisabeth Ackermann die zweite Regierungspräsidentin des Kantons Basel-Stadt.
Im Nationalrat war die Partei von 2007 bis 2011 mit Anita Lachenmeier-Thüring vertreten. Auch der ehemalige Präsident des Bürgergemeinderats der Stadt Basel, Jürg Stöcklin, ist Mitglied der Grünen Basel-Stadt.

## Geschichte
Die Grüne Partei Basel-Stadt ging am 17. Juni 1986 aus der Grünen Partei der Nordwestschweiz hervor und engagierte sich zusammen mit der Grünen Alternative Basel und der Grünen Mitte innerhalb der Basler Politik. Die drei Organisationen fusionierten schliesslich am 5. Februar 1991. Als erster Präsident wurde Walter Bieri gewählt. Die grünen Parteien erreichten in den Grossratswahlen 1988 ihre ersten Mandate: Peter Schiess, Thomas Wilhelmi (Grüne Mitte), Markus Ritter (Grüne Alternative Basel), Marianne Schmid (Grüne Partei Basel-Stadt/Baselland), Marianne Meyer (SAP).
Bei den Regierungsratswahlen vom 27. November 2004 gelang mit Guy Morin der Einzug in den Regierungsrat, vier Jahre später wurde er der erste grüne Regierungspräsident in Basel-Stadt. Anita Lachenmeier wurde bei den Nationalratswahlen vom 21. Oktober 2007 als erste Grüne gewählt, musste aber ihren Sitz trotz Steigerung des Wähleranteils 2011 wieder räumen.
Bisher haben die Grünen Basel-Stadt drei Initiativen lanciert. Zum einen die Landhof-Initiative (2007), welche bei der Abstimmung vom 7. März 2010 angenommen wurde. Die Initiative verlangte, dass das Gelände des ehemaligen FCB-Stadions Landhof als Grünzone klassifiziert wird. Die zweite Initiative, Öffnung des Birsig – eine Rivietta für Basel, von 2009 wurde nach einem Gegenvorschlag zurückgezogen. Am 25. Mai 2024 wurde die Initiative für mehr Natur und Biodiversität lanciert.

## Programm
Seit über drei Jahrzehnten setzen die GRÜNEN Basel-Stadt in Basel Impulse für eine langfristig angelegte Politik. Die GRÜNEN Basel-Stadt stehen für eine konsequent ökologische, sozial engagierte und global solidarische Politik. Ihr Ziel ist eine nachhaltige Wirtschaft, die natürliche Ressourcen schont und die Lebensqualität für alle – heute und in Zukunft – verbessert. Sie setzen sich für den Schutz der Natur, eine klimaneutrale Energieversorgung und eine gerechte Gesellschaft ein.
Im Mittelpunkt ihrer Politik stehen erneuerbare Energien, nachhaltiger Verkehr und soziale Gerechtigkeit. Die GRÜNEN fördern langlebige und reparierbare Produkte, Wiederverwertung von Rohstoffen sowie Sharing-Modelle. Sie kämpfen für einen raschen Atomausstieg, Klimaschutz durch Energieeffizienz und erneuerbare Energien, was auch Arbeitsplätze schafft und den Forschungsstandort Schweiz stärkt.
Die GRÜNEN Basel-Stadt setzen sich für lebendige Quartiere mit kurzen Arbeitswegen, bezahlbare Wohnungen und regionale Lebensmittel aus fairer Landwirtschaft ein. Sie streben eine gerechte Verteilung von Ressourcen in einer weltoffenen Gesellschaft an, fördern Chancengleichheit und den Schutz der Grundrechte.
Ihre Politik ist transparent, langfristig und sachbezogen. Sie suchen Allianzen mit allen Kräften, die ihre Anliegen teilen, um gemeinsam Lösungen zu entwickeln. Macht betrachten sie als Mittel zum Zweck – nicht als Selbstzweck.

## Persönlichkeiten

### Mitglieder des Grossen Rats seit 2001
| Legislaturperiode | Mandatstragende (alphabetisch geordnet) |
| ----------------- | --- |
| 2001–2005         | - Kathrin Giovannone (bis 2003) - Anita Lachenmeier-Thüring - Jürg Stöcklin - Eveline Rommerskirchen (2002) |
| 2005–2009         | - Elisabeth Ackermann (2006) - Mirjam Ballmer (2007) - Talha Ugur Camlibel (2007) - Thomas Grossenbacher - Anita Lachenmeier-Thüring (bis 2007) - Jürg Stöcklin - Michael Wüthrich |
| 2009–2013         | - Elisabeth Ackermann - Mirjam Ballmer - Nora Bertschi - Talha Ugur Camlibel (2011) - Thomas Grossenbacher - Jürg Stöcklin - Michael Wüthrich |
| 2013–2017         | - Elisabeth Ackermann - Mirjam Ballmer (bis 2016) - Nora Bertschi - Talha Ugur Camlibel (bis 2017) - Harald Friedl (2016) - Raphael Fuhrer (2016) - Thomas Grossenbacher - Anita Lachenmeier-Thüring - Michael Wüthrich |
| 2017–2021         | - Béla Bartha - Harald Friedl - Raphael Fuhrer - Thomas Grossenbacher - Raffaela Hanauer (2020) - Anita Lachenmeier-Thüring (bis 2017) - Michelle Lachenmeier - Lea Steinle (bis 2020) - Jürg Stöcklin - Jérôme Thiriet (2019) - Oliver Thommen (2020) - Jo Vergeat (jgb) (2019) - Barbara Wegmann (bis 2020) - Michael Wüthrich (bis 2019)                  |
| 2021–2025         | - Béla Bartha (2022) - Anouk Feurer (jgb) (2022) - Harald Friedl - Raphael Fuhrer - Fina Girard (jgb) (2023) - Raffaela Hanauer - Marianne Hazenkamp-von Arx (bis 2022) - Laurin Hoppler (jgb) - Anina Ineichen (2021) - Michelle Lachenmeier (bis 2022) - Jürg Stöcklin (bis 2021) - Jérôme Thiriet - Oliver Thommen - Jo Vergeat - Fleur Weibel - Lea Wirz |
| 2025–             | - Béla Bartha - Anouk Feurer (jgb) - Fina Girard (jgb) - Harald Friedl - Raffaela Hanauer - Laurin Hoppler (jgb) - Anina Ineichen - Jérôme Thiriet - Oliver Thommen - Jo Vergeat - Fleur Weibel - Lea Wirz |

### Gerichtspräsidien
(Quelle: )
- Elisabeth Braun, Zivilgericht
- Claudius Gelzer, Appellationsgericht
- Kathrin Giovannone, Strafgericht (2004–2024)
- Ruth Schnyder, Sozialversicherungsgericht
- Friederike Schoch, Strafgericht (seit 2025)[14]